# Tour de France 1905
Le Tour de France 1905, 3e édition du Tour de France, s'est déroulé du 9 au 30 juillet 1905, sur 11 étapes pour 2 994 km réels sur 3 021 prévus. En raison d'incidents sur la course, certaines étapes sont raccourcies afin d'éviter de rentrer en pleine ville. Contrairement aux éditions précédentes, le classement général n'est plus jugé au temps mais aux points. Cette édition voit l'introduction de la montagne dans le Tour de France. C'est également la première arrivée finale au Parc des Princes. Elle est remportée par le Français Louis Trousselier, qui a également gagné cinq des onze étapes.

## Nouveau règlement
Après le Tour de France 1904, certains coureurs ont été disqualifiés, en particulier les quatre premiers du classement général initial, Maurice Garin, Lucien Pothier, César Garin et Hippolyte Aucouturier. Maurice Garin est initialement suspendu pour deux ans et Pothier à vie ; aucun des deux n'est donc au départ au Tour de France 1905. Parmi ces quatre coureurs, seul Aucouturier (qui avait été « averti et réprimandé »), a disputé cette édition du Tour.
En raison des déclassements survenus en 1904, qui ont failli causer la fin du Tour de France, l'édition 1905 connait un certain nombre de changements importants :
- Les étapes sont raccourcies afin qu'aucun coureur ne roule la nuit.
- Le nombre d'étapes est passé de 6 à 11, soit près du double par rapport à l'année précédente.
- Le gagnant est désigné selon un classement aux points et non plus au temps.

Le premier cycliste à franchir la ligne d'arrivée de chaque étape reçoit 1 point. Les autres cyclistes reçoivent un point de plus que le cycliste qui franchit la ligne directement devant eux. De plus, il faut ajouter un point supplémentaire pour chaque tranche d'écart de cinq minutes sur le coureur précédent, avec un maximum de dix points. De cette façon, un cycliste ne pouvait pas obtenir plus de 11 points de plus que le cycliste qui a traversé la ligne d'arrivée juste avant lui.
Pour donner un exemple de ce système de points, le résultat pour les sept premiers coureurs dans la première étape est dans le tableau ci-dessous :
| Cycliste                 | Temps        | Différence avec le coureur précédent | Points supplémentaires | Points au total |
| ------------------------ | ------------ | ------------------------------------ | ---------------------- | --------------- |
| Louis Trousselier        | 11 h 25 min  | —                                    | 1                      | 1               |
| Jean-Baptiste Dortignacq | + 3 min      | 3 min                                | 1                      | 2               |
| René Pottier             | + 4 min      | 1 min                                | 1                      | 3               |
| Hippolyte Aucouturier    | + 26 min     | 22 min                               | 5                      | 8               |
| Henri Cornet             | + 26 min     | 0 min                                | 1                      | 9               |
| Augustin Ringeval        | + 1 h 40 min | 74 min                               | 11                     | 20              |
| Émile Georget            | + 2 h 40 min | 60 min                               | 11                     | 31              |

Ainsi, Trousselier reçoit un point comme vainqueur, Dortignac et Pottier étant deuxième et troisième reçoivent respectivement 2 et 3 points. Le quatrième, Aucouturier arrive avec 22 minutes de retard sur le troisième il reçoit alors cinq points supplémentaires (1 point par tranche de 5 minutes de retard), pour un total de 8. Cornet, qui franchit la ligne juste après, moins de 5 minutes après Aucouturier, concède un seul point de plus, soit 9 points. Le sixième, Auguste Ringeval, avec ses 74 minutes de retard, devrait recevoir 15 points supplémentaires. C'est plus que le maximum de 11 points, de sorte que Ringeval reçoit 20 points après cette première étape. Même chose pour Georget : bien qu'il concède 60 minutes de retard (soit 13 points), il ne reçoit que 11 points supplémentaires.

## Principaux coureurs
Après que Maurice Garin a été interdit de départ du Tour, le favori par rapport aux résultats des éditions précédentes est Hippolyte Aucouturier. Bien que Louis Trousselier vienne de remporter Paris-Roubaix, il ne compte pas parmi les favoris.
Le peloton est plus que jamais français avec seulement deux coureurs étrangers présents sur l'épreuve : les Belges Julien Lootens (20e au classement général) et Aloïs Catteau (11e au classement général).

## Déroulement de la course
Malgré les changements de règles, on retrouve encore des mécontents parmi les spectateurs. C'est ainsi que lors de la première étape, tous les coureurs, excepté Jean-Baptiste Dortignacq crèvent leur pneu en raison d'un déversement de 125 kg de clous le long de la route. La première étape est finalement remportée par Louis Trousselier. En cette période, il sert l'armée française et a donc demandé à son commandant un congé exceptionnel pour disputer le Tour de France, ce qui n'est autorisé que pour 24 heures. Après sa victoire lors de cette première étape et sa première place au classement, le congé est prolongé jusqu'à la fin du Tour. Des 60 cyclistes au départ de cette étape, seulement 16 ont rallié la ligne d'arrivée dans les délais, 15 autres sont arrivés après les délais et le reste ont pris le train. L'organisateur du Tour Henri Desgrange veut faire quitter la course aux coureurs hors-délais, mais ces derniers le persuadent de ne pas le faire. Desgrange accepte et tous les cyclistes peuvent repartir le lendemain.

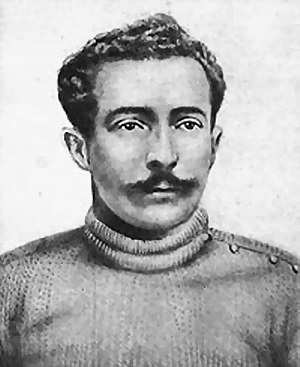
René Pottier, le premier coureur à franchir un col sur Tour de France.

Dans la deuxième étape, la première grande ascension de l'histoire du Tour, le col du Ballon d'Alsace, est au programme. René Pottier franchit le col sans descendre du vélo à vitesse moyenne de 20 km/h. Pottier termine deuxième de l'étape derrière Hippolyte Aucouturier, mais il prend la tête du classement général.
Dans la troisième étape, Pottier doit abandonner en raison d'une tendinite. Trousselier remporte cette troisième étape et reprend la tête du classement général.
Dans la quatrième étape, la côte de Laffrey et le col Bayard sont grimpés, il s'agit des deuxième et troisième cols du Tour de France. Julien Maitron atteint le premier les sommets des deux côtes, mais c'est Aucouturier qui remporte l'étape. Trousselier termine à la deuxième place et conserve la tête du classement général. Il augmente par la suite son avance en remportant la cinquième étape et en terminant troisième de la sixième étape.
Lors de la septième étape qui arrive à Bordeaux, Trousselier crève après seulement quelques kilomètres. Le reste du peloton s'éloigne rapidement de lui et Trousselier n'a pas d'autre choix que de les suivre seul pendant 200 kilomètres. À quelques kilomètres de la ligne d'arrivée, Trousselier rejoint finalement les coureurs en tête et il réussit à gagner l'étape.

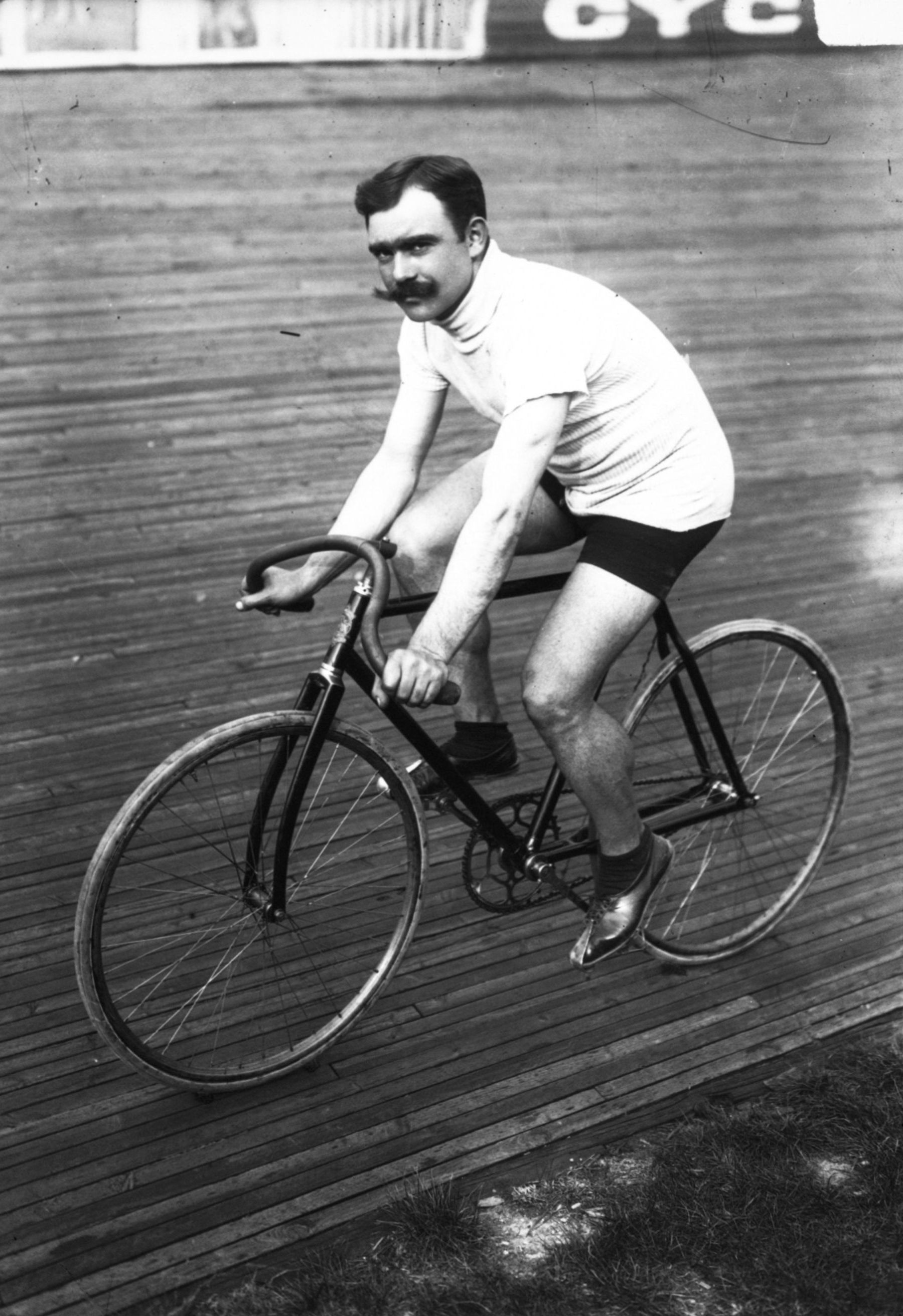
Louis Trousselier, le vainqueur du Tour de France 1905.

Louis Trousselier maintient son avance jusqu'à la fin du Tour de France, remportant au total cinq étapes. Trousselier a été accusé par la suite d'avoir un mauvais esprit sportif (il aurait brisé les encriers d'un poste de contrôle afin d'empêcher ses adversaires de signer), mais contrairement au Tour de France 1904, il n'y eut aucun déclassement important après la fin de la compétition.

## Résultats

### Les étapes
Trois cyclistes se sont partagé les victoires d'étape.
| Étape,    | Date       | Villes étapes          |                   | Distance (km) | Vainqueur d’étape                             | Leader du classement général |
| --------- | ---------- | ---------------------- | ----------------- | ------------- | --------------------------------------------- | ---------------------------- |
| 1re étape | 9 juillet  | Noisy-le-Grand – Nancy | Étape de plaine   | 340           | Louis Trousselier (en 11 h 25 min 0 s)        | Louis Trousselier            |
| 2e étape  | 11 juillet | Nancy – Besançon       | Étape de montagne | 299           | Hippolyte Aucouturier (en 10 h 11 min 0 s)    | René Pottier                 |
| 3e étape  | 15 juillet | Besançon – Grenoble    | Étape de plaine   | 327           | Louis Trousselier (en 11 h 14 min 0 s)        | Louis Trousselier            |
| 4e étape  | 16 juillet | Grenoble – Toulon      | Étape de montagne | 348           | Hippolyte Aucouturier (en 13 h 19 min 45 s)   | Louis Trousselier            |
| 5e étape  | 18 juillet | Toulon – Nîmes         | Étape de plaine   | 192           | Louis Trousselier (en 7 h 24 min 0 s)         | Louis Trousselier            |
| 6e étape  | 20 juillet | Nîmes – Toulouse       | Étape de plaine   | 307           | Jean-Baptiste Dortignacq (en 12 h 7 min 45 s) | Louis Trousselier            |
| 7e étape  | 23 juillet | Toulouse – Bordeaux    | Étape de plaine   | 268           | Louis Trousselier (en 10 h 12 min 40 s)       | Louis Trousselier            |
| 8e étape  | 25 juillet | Bordeaux – La Rochelle | Étape de plaine   | 257           | Hippolyte Aucouturier (en 8 h 25 min 45 s)    | Louis Trousselier            |
| 9e étape  | 27 juillet | La Rochelle – Rennes   | Étape de plaine   | 263           | Louis Trousselier (en 10 h 25 min 45 s)       | Louis Trousselier            |
| 10e étape | 29 juillet | Rennes – Caen          | Étape de plaine   | 167           | Jean-Baptiste Dortignacq (en 6 h 33 min 1 s)  | Louis Trousselier            |
| 11e étape | 30 juillet | Caen – Paris           | Étape de plaine   | 253           | Jean-Baptiste Dortignacq (en 7 h 30 min 0 s)  | Louis Trousselier            |

Note : en 1905, il n'y a aucune distinction entre les étapes de plaine ou de montagne ; les icônes indiquent simplement la présence ou non d'ascensions durant l'étape.

### Classement général
Initialement, 78 coureurs sont inscrits à la course. Dix-huit d'entre eux n'ayant finalement pas pris le départ, le Tour a débuté avec 60 coureurs, dont l'ancien vainqueur Henri Cornet et les futurs vainqueurs René Pottier et Lucien Petit-Breton.
| Classement général final | Classement général final | Classement général final | Classement général final | Classement général final | Classement général final |
|                          | Coureur                  | Pays                     | Équipe                   |                          | Point(s)                 |
| ------------------------ | ------------------------ | ------------------------ | ------------------------ | ------------------------ | ------------------------ |
| 1er                      | Louis Trousselier        | France                   | Peugeot–Wolber           |                          | 35                       |
| 2e                       | Hippolyte Aucouturier    | France                   | Peugeot–Wolber           |                          | 61                       |
| 3e                       | Jean-Baptiste Dortignacq | France                   | Saving                   |                          | 64                       |
| 4e                       | Émile Georget            | France                   | JC Cycles                |                          | 123                      |
| 5e                       | Lucien Petit-Breton      | France                   | JC Cycles                |                          | 155                      |
| 6e                       | Augustin Ringeval        | France                   | JC Cycles                |                          | 202                      |
| 7e                       | Paul Chauvet             | France                   | Griffon                  |                          | 231                      |
| 8e                       | Philippe Pautrat         | France                   | JC Cycles                |                          | 248                      |
| 9e                       | Julien Maitron           | France                   | Peugeot–Wolber/Griffon   |                          | 255                      |
| 10e                      | Julien Gabory            | France                   | JC Cycles                |                          | 304                      |
| 11e                      | Aloïs Catteau            | Belgique                 | Catteau Cycles           |                          | 355                      |
| 12e                      | Martin Soulié            | France                   | JC Cycles                |                          | 358                      |
| 13e                      | Léon Leygoute            | France                   | Peugeot–Wolber           |                          | 394                      |
| 14e                      | Camille Fily             | France                   | Guerin Cycles            |                          | 415                      |
| 15e                      | Antony Wattelier (de)    | France                   | Peugeot–Wolber           |                          | 441                      |
| 16e                      | Henri Lignon             | France                   | JC Cycles                |                          | 488                      |
| 17e                      | Maurice Decaup           | France                   | Alcyon–Dunlop            |                          | 490                      |
| 18e                      | Maurice Carrère          | France                   | Pirate–Michelin          |                          | 497                      |
| 19e                      | Gustave Guillarme        | France                   | Renault                  |                          | 509                      |
| 20e                      | Julien Lootens           | Belgique                 | JC Cycles                |                          | 515                      |
| 21e                      | Pinchau                  | France                   |                          |                          | 707                      |
| 22e                      | Eugène Ventresque        | France                   | Saving                   |                          | 792                      |
| 23e                      | Fernand Lallement        | France                   | Peugeot–Wolber           |                          | 797                      |
| 24e                      | Clovis Lacroix (en)      | France                   | Saving                   |                          | 870                      |
| modifier                 |                          |                          |                          |                          |                          |

### Autres classements
Pautrat remporte le classement des « machines poinçonnées ».
L'Auto nomme René Pottier meilleur grimpeur. Ce titre qui n'est pas officiel est le précurseur du Grand Prix de la montagne.

## Retombées
Les organisateurs du Tour ont apprécié le système de points mis en place pour le classement général. Ils l'ont conservé jusqu'au Tour de France 1912, où le classement au temps est réintroduit. En 1953, pour les 50 ans du Tour de France, le système de classement par points est réintroduit comme classement par points annexe. Son vainqueur reçoit un maillot vert. Ce classement par points est resté en place depuis.
L'introduction de la montagne dans le Tour de France a également été un succès. Si le Tour de France 1905 ne comprenait que les Vosges, le Massif central est grimpé pour la première fois en 1906, puis les Pyrénées en 1910 et les Alpes en 1911. Le vainqueur de cette édition, Trousselier, n'a plus jamais remporté le Tour de France, mais il a remporté huit autres étapes et terminé sur le podium l'année suivante.
Pour L'Auto, le journal organisateur du Tour de France, la course a été un succès : les ventes ont augmenté de 100 000 exemplaires.